# Tercera Manzana de Zaragoza
Tercera Manzana de Zaragoza är en ort i Mexiko.   Den ligger i kommunen Timilpan och delstaten Mexiko, i den sydöstra delen av landet, 80 km nordväst om huvudstaden Mexico City. Tercera Manzana de Zaragoza ligger 2 633 meter över havet och antalet invånare är 1 519.
Terrängen runt Tercera Manzana de Zaragoza är huvudsakligen kuperad, men åt nordost är den platt. Runt Tercera Manzana de Zaragoza är det ganska tätbefolkat, med 75 invånare per kvadratkilometer. Närmaste större samhälle är San Andrés Timilpan, 2,9 km sydost om Tercera Manzana de Zaragoza. I omgivningarna runt Tercera Manzana de Zaragoza växer i huvudsak blandskog.